# 寵物刺蝟
馴化刺猬（Domesticated hedgehog）最常見的馴化刺猬為四趾刺猬、阿爾及利亞刺猬或混種的非洲侏儒刺猬，其他常見的寵物刺猬有埃及長耳刺猬（Hemiechinus auritus auritus）及印度長耳刺猬（Hemiechinus ringis）。某些地區，因其散播口蹄疫的能力，將刺猬作為寵物飼養是非法的，並且需要許可證才能合法繁殖它們。
又叫非洲迷你刺蝟是由非洲的「四趾刺蝟(Atelerix albiventris)」和「北非刺蝟(Atelerix algirus)」雜交培育的